# Економіка Гонконгу
Гонконг (Сянган) є одним із лідерів економіки всієї Східної Азії і є діловою столицею Азії, одним з найбільших міжнародних фінансово — валютних центрів (третя фінансова столиця світу). Його валютна біржа посідає третє місце у світі, а на території міста сконцентровано понад 560 банків, серед яких 365 представлено 50 країнами. Він відомий на світовому ринку виробництвом гральних автоматів, годинників, телевізорів, магнітофонів, мікрокомп'ютерів, електронних іграшок, інтегральних схем, радіодеталей тощо. Не менш відомим є Сянган своєю ювелірною справою, в ньому широко розвинуте виробництво іграшок, він є одним із світових лідерів за виробництвом хутряних виробів. В середині 90- х років ВНП Гонконгу з його 6 млн населенням становив 142 млрд. $, тобто був лише в п'ять разів меншим від ВНП Китаю з його 1,2 млрд жителів.
Морський транспорт має велике значення для економіки Сянгана, він має досить великий торговий флот — 7,7 млн бр. — реєстр т. Морський порт Куйон складається з шести терміналів, територія для обробки вантажів — понад 100га, за обсягом контейнерним перевезень стабільно утримує 2-ге (після Роттердама) місце у світі.